# Volodarskij (Oblast' di Astrachan')
Volodarskij (in russo Володарский?; chiamato localmente anche Volodarovka) è un villaggio della Russia europea meridionale, situato nella oblast' di Astrachan'; è il centro amministrativo del distretto Volodarskij.
Si trova nel delta del Volga, 44 km a est di Astrachan'.